# Jean Charbonneaux
Jean Marie Augustin Charbonneaux (geboren am 15. Januar 1895 in Genlis (Département Côte-d’Or); gestorben am 21. Februar 1969 in Paris) war ein französischer Klassischer Archäologe.
Jean Charbonneaux, der zu Beginn des Ersten Weltkriegs gerade seine Studien an der Sorbonne aufnehmen wollte, wurde als junger Mensch an die makedonische Front geschickt und erhielt für seine Tapferkeit das Croix de guerre. Nach Kriegsende machte er 1920 seinen Abschluss in Literatur und wurde Lehrer am Lyzäum in Chaumont. 1921 kehrte er nach Griechenland zurück und wurde Mitglied der École française d’Athènes unter deren Direktor Charles Picard. Hier widmete er sich vor allem der Erforschung Delphis, insbesondere der Marmaria, und der Publikation der französischen Grabungsergebnisse aus Delphi. 1925 veröffentlichte er die Ergebnisse zur Architektur der Tholos in der Marmaria in den Fouilles de Delphes. Er blieb bis 1925 Mitglied der École française.
1926 wurde Charbonneaux Konservator am Musée du Louvre, publizierte aber weiterhin wissenschaftliche Schriften zu Ausgrabungen und allgemeinen Themen Klassischer Archäologie, etwa den ersten Grabungsbericht zur Ausgrabung Fernand Chapouthiers in Malia, an der er 1924 selbst teilgenommen hatte, im Jahr 1928 oder die L’art égéen 1929. Bis 1938 redigierte er das Bulletin préhellénique für die Revue des Études grecques, was seine enge Beziehung zur vorgriechischen Kunst und Geschichte Griechenlands spiegelte.
1945 wurde ihm die Leitung der Abteilung für Griechische und Römische Altertümer am Louvre übertragen. Seine Forschungen wandten sich nun verstärkt den Altertümern des Louvres zu, seine Tätigkeit für das Museum zielte vor allem aber auch auf den Erwerb neuer Antiken für das Museum. Jedes Jahr veranstaltete er einen Kurs an der École du Louvre. Die 1930er und 1940er Jahre waren ganz überwiegend durch die Beschäftigung mit Skulptur geprägt, wobei auch moderne Künstler wie Auguste Rodin und Aristide Maillol, die beide mit Werken im Louvre vertreten waren, in sein Blickfeld rückten. 1962 wurde er ordentliches Mitglied der Académie des Inscriptions et Belles-Lettres, kurz vor seinem Tod 1968 zu deren Präsidenten gewählt. Jean Charbonneaux starb am 21. Februar 1969 an den Folgen eines Verkehrsunfalls.

## Publikationen (Auswahl)
- mit Kaj Gottlob: La Tholos, 2: Relevés et restaurations. In: Fouilles de Delphes, 2. Topographie et architecture. E. de Boccard, Paris 1925.
- L’art égéen. G. van Oest, Paris und Brüssel 1929
- Les terres cuites grecques. L. Reynaud, Paris 1936.
- La sculpture grecque archaïque. Éditions de Cluny, Paris 1939; deutsche Übersetzung: Archaische Plastik der Griechen. Übersetzt von Rudolf Jakob Humm. Büchergilde Gutenberg, Zürich 1942.
- La sculpture grecque classique. La Guilde du livre, Lausanne 1942–45; deutsche Übersetzung in 2 Bänden: Klassische Plastik der Griechen. Band 1, übersetzt von Rudolf Jakob Humm. Büchergilde Gutenberg, Zürich 1943; Band 2, übersetzt von Hans Kauders. Büchergilde Gutenberg, Zürich 1949.
- L’art au siècle d’Auguste. Guilde du Livre, Lausanne 1948.
- Les sculptures de Rodin. F. Hazan, Paris 1949.
- Les bronzes grecs. Presses Universitaires de France, Paris 1958.
- mit Roland Martin und François Villard: Grèce archaïque (620–480 avant J.-C.). Gallimard, Paris 1968, (Univers des formes. Band 14), 3. Auflage 2009; deutsche Übersetzung: Das archaische Griechenland 620–480 v. Chr. Beck, München 1969; 2. Auflage 1985, ISBN 3-406-03014-9.
- mit Roland Martin und François Villard: Grèce classique (480–330 avant J.-C.). Gallimard, Paris 1969 (Univers des formes. Band 16), 3. Auflage 2008; deutsche Übersetzung: Das klassische Griechenland 480–330 v. Chr. Beck, München 1971; 2. Auflage 1985, ISBN 3-406-03016-5.
- mit Roland Martin und François Villard: Grèce hellénistique (330–50 avant J.-C.). Gallimard, Paris 1970 (Univers des formes. Band 18); deutsche Übersetzung: Das hellenistische Griechenland 330–350 v. Chr. Beck, München 1971; 2. Auflage 1988, ISBN 3-406-31715-4.
- mit Pierre Pradel (Hrsg.): Architecture et sculpture des origines à nos jours. 4 Bände. Fernand Nathan, Paris 1970.